# مسعود فروتن
مسعود فروتن لاریجانی (زاده ۲ اسفند ۱۳۲۴ آمل) نویسنده، مجری و کارگردان سینما، تلویزیون و رادیو در ایران و جزء اولین نسل دانش آموختگان کارگردانی تلویزیون، از «مدرسه عالی تلویزیون و سینما» در سال ۱۳۵۰ است. مسعود فروتن در سال ۱۳۵۳ با ورود به دانشکده هنرهای دراماتیک مدرک لیسانس خود در زمینه کارگردان سینمایی را نیز دریافت نمود.
وی در اوایل دهه پنجاه با سیمین هاشمی که در آن زمان از گویندگان و مجری‌های تلویزیون ایران بوده ازدواج کرد و زندگی کوتاهی داشته که ثمرهٔ آن دختری به نام ترنج می‌باشد که در آمریکا مشغول پزشکی می‌باشد.
او بیش از چهار دهه است که به فعالیت سینمایی و تلویزیونی مشغول است و در کارنامه هنری اش، بیش از ۳۵۰ تله تئاتر و چندین فیلم و سریال دیده می‌شود. در کارنامه کارگردانی تلویزیونی وی برخی قسمت‌های شوی تلویزیونی رنگارنگ و میخک نقره ای و ضبط برخی از کنسرت‌های محمدرضا شجریان، سهراب پورناظری، علیرضا قربانی و سالار عقیلی دیده می‌شود. همچنین وی از سال ۱۳۹۱ بعنوان مجری تلویزیون و رادیو مشغول به کار شد که از آثار شاخص وی می‌توان به بخش شبانگاهی رادیو پیام و برنامه مستند شفا و یادگاری از تلویزیون اشاره کرد. فروتن تحصیل سینما را در دانشکده هنرهای دراماتیک خوانده است.

## آثار هنری

### سینما
| سال  | نام      | سمت    | کارگردان    | تهیه‌کننده      | توضیحات                  |
| ---- | -------- | ------ | ----------- | -------------- | ------------------------ |
| ۱۳۹۶ | کار کثیف | بازیگر | خسرو معصومی | خسرو معصومی    |                          |
| ۱۳۹۳ | ۳۶۰ درجه | بازیگر | سام قریبیان | فرامرز قریبیان | در نقش دکتر (بهرام سوپر) |

### شبکه سینما خانگی
| سال  | نام     | سمت    | کارگردان     | تهیه‌کننده | توضیحات                                           |
| ---- | ------- | ------ | ------------ | --------- | ------------------------------------------------- |
| ۱۳۹۹ | آقازاده | بازیگر | بهرنگ توفیقی | حامد عنقا | در نقش استاد ارژنگ (استاد نقاشی و دوست نیما بحری) |

### تلویزیون
| سال       | نام                                 | سمت                          | کارگردان هنری               | توضیحات |
| --------- | ----------------------------------- | ---------------------------- | --------------------------- | --- |
| ۱۴۰۰      | ماه در می‌زند                        | مجری                         | مریم نوابی نژاد             | شبکه ۲ |
| ۱۴۰۰      | کارخونه                             | مجری                         | رضا داستانی                 | شبکه ۲ |
| ۱۳۹۹      | منم دوستت دارم                      | بازیگر                       |                             | شبکه سلامت |
| ۱۳۹۹      | شاهرگ                               | بازیگر                       |                             | شبکه دو |
| ۱۳۹۷–۱۳۹۸ | مستند شفا                           | راوی - مجری                  | رضا داستانی                 | شبکه ۲ |
| ۱۳۹۷      | پدر                                 | بازیگر                       | بهرنگ توفیقی                | شبکه ۲ |
| ۱۳۹۷      | دلدادگان                            | بازیگر                       | منوچهر هادی                 | شبکه ۳ |
| ۱۳۹۰–۱۳۹۱ | مسابقه «سرآشپز بزرگ»                | کارگردان                     | مسعود فروتن                 | شبکه ۲ |
| ۱۳۸۹      | تله‌تئاتر «هویت»                     | کارگردان تلویزیونی           | علی سرابی                   | شبکه ۴ |
| ۱۳۸۹      | تله‌تئاتر «امپراتور کشتار»           | کارگردان تلویزیونی           | علیرضا کوشک جلالی           | شبکه ۴ |
| ۱۳۸۸      | تله‌تئاتر «منم اومدم»                | کارگردان تلویزیونی           | امیر دژاکام                 | |
| ۱۳۸۸      | تله‌تئاتر «عشق و نیستی»              | کارگردان تلویزیونی           | هادی مرزبان                 | شبکه ۴ |
| ۱۳۸۸      | تله‌تئاتر «خانم سوئیج عجیب»          | کارگردان تلویزیونی           | محمد یعقوبی                 | شبکه ۴ |
| ۱۳۸۸      | تله‌تئاتر «شایعه»                    | کارگردان تلویزیونی           | داوود رشیدی                 | شبکه ۴ |
| ۱۳۸۷–۱۳۸۸ | همه بچه‌های من                       | کارگردان تلویزیونی           | مرضیه برومند                | |
| ۱۳۸۷      | تله‌تئاتر «آدم خوابش می‌گیره»         | کارگردان تلویزیونی           | محمد یعقوبی                 | شبکه ۴ / نویسنده: «علی نصیریان» |
| ۱۳۸۷      | تله‌تئاتر «خرده جنایت‌های زن و شوهری» | کارگردان تلویزیونی           | فرهاد آئیش                  | شبکه ۴ |
| ۱۳۸۷      | تله‌تئاتر «ملودی شهر بارانی»         | کارگردان تلویزیونی           | هادی مرزبان                 | شبکه ۴ |
| ۱۳۸۶      | تله‌تئاتر «آرامش از نوعی دیگر»       | کارگردان تلویزیونی           | هادی مرزبان                 | |
| ۱۳۸۶      | تله‌تئاتر «افسانه‌های جاودان ایران»   | کارگردان تلویزیونی           | رسول نجفیان                 | این مجموعه در دو بخش «شاهنامه» و «قصه‌های مثنوی» و در ۱۰ قسمت ۶۰ دقیقه‌ای تهیه شده بود. برخی از قسمتهای این تله تئاتر عبارتند از: «سیاوش در آتش»، «زال و سیمرغ» ، «مرگ سیاوش»، «بیژن و منیژه» و «زال و رودابه»                                                                                                  |
| ۱۳۸۶      | تله‌تئاتر «مهمانی درندگان»           | کارگردان تلویزیونی           | رسول نجفیان رشید بهنام      | |
| ۱۳۸۵      | تله‌تئاتر «کشمشی زیر آفتاب»          | کارگردان تلویزیونی           | احمد آسوده                  | شبکه ۴ |
| ۱۳۸۵      | تله‌تئاتر «استاد معمار»              | کارگردان تلویزیونی           | هادی مرزبان                 | شبکه ۴ |
| ۱۳۸۴–۱۳۸۵ | طنز تلویزیونی «قشقرق»               | کارگردان تلویزیونی           | ارژنگ امیرفضلی              | شبکه تهران |
| ۱۳۸۴      | تله‌تئاتر «آخرین مروارید»            | کارگردان تلویزیونی           | حمیدرضا آذرنگ               | شبکه ۴ |
| ۱۳۸۴      | تله‌تئاتر «خاموشی دریا»              | کارگردان تلویزیونی           | حسین عاطفی                  | شبکه ۴ |
| ۱۳۸۲      | یه کم اون‌ورتر                       | کارگردان                     | مسعود فروتن                 | شبکه ۱ |
| ۱۳۸۲      | تله‌تئاتر «کالیگولا»                 | کارگردان تلویزیونی           | قطب‌الدین صادقی              | شبکه ۴ |
| ۱۳۸۰      | تله‌تئاتر «خانه ارواح»               | کارگردان تلویزیونی           | هادی مرزبان                 | |
| ۱۳۷۸      | مادر                                | کارگردان                     | مسعود فروتن                 | شبکه ۱ |
| ۱۳۷۶      | تله‌تئاتر «قضیه رابرت اپنهایمر»      | کارگردان تلویزیونی           | محمود عزیزی                 | شبکه ۲ |
| ۱۳۷۴–۱۳۷۶ | ماه مهربان                          | کارگردان تلویزیونی           | بهروز بقایی                 | نویسنده: «اصغر فرهادی» |
| ۱۳۷۵      | تله‌فیلم «پسر بی‌نظمم»                | نقاش انیمیشن                 | حسن خراسانی                 | برنامه کودک و نوجوان شبکه ۱ |
| ۱۳۷۵      | تله‌تئاتر «کسب و کار آقای فابریزی»   | کارگردان تلویزیونی           | محمدرضا خاکی                | نویسنده: «آلبرت هاوسون» |
| ۱۳۷۳–۱۳۷۵ | قصه شب سیما                         | کارگردان                     | مسعود فروتن                 | این مجموعه تلویزیونی، از قصه‌ها و اپیزودهای گوناگونی تشکیل شده بود و کارگردانان متفاوتی این بخشها را کارگردانی کرده بودند و از شبکه ۱ پخش می‌شد. برخی از اپیزودهایی که توسط «مسعود فروتن» کارگردانی شده بود، عبارتند از: «زندگی تازه» ، «تردید»، «بازگشت به صحنه»، «به سوی زندگی» ، «خانه عشق»، «ضامن» و «لیلا» |
| ۱۳۷۴      | ناگهان بهار                         | کارگردان                     | مسعود فروتن                 | شبکه ۲ |
| ۱۳۷۲–۱۳۷۳ | ضلع ششم                             | کارگردان                     | مسعود فروتن                 | شبکه ۱ |
| ۱۳۷۲      | خورشید بر خاک                       | کارگردان تلویزیونی           | حسین مختاری                 | شبکه ۲ |
| ۱۳۷۱      | تله‌تئاتر «بازپرس وارد می‌شود»        | کارگردان تلویزیونی           | رضا بابک                    | شبکه ۲ |
| ۱۳۷۱      | تله‌تئاتر «امشب باید بروم»           | کارگردان تلویزیونی تهیه‌کننده | علی روئین‌تن                 | شبکه ۲ |
| ۱۳۷۱      | جشن بزرگ کودکان                     | کارگردان تلویزیونی           | داوود حسینی                 | به سفارش اداره کل روابط عمومی و بین‌الملل شهرداری تهران |
| ۱۳۷۰      | آقای نی                             | کارگردان                     | مسعود فروتن                 | آقای نی دربارهٔ زندگی استاد حسن کسائی بود و بخشی از یک مجموعهٔ ۷ قسمتی به‌نامِ «قدمای موسیقی» محسوب می‌شد که دربارهٔ زندگی بزرگانِ موسیقی ایران تهیه شده بود. آقای نی با همکاریِ صدا و سیمای مرکز اصفهان ساخته شد. |
| ۱۳۷۰      | تله‌تئاتر «واریتهٔ آمریکایی»          | کارگردان تلویزیونی           | محمد رحمانیان               | |
| ۱۳۶۷      | بخش چهار جراحی                      | کارگردان                     | مسعود فروتن                 | نویسنده: «منیرو روانی‌پور» |
| ۱۳۶۷      | تله‌تئاتر «قلب من کوهساران»          | کارگردان تلویزیونی           | احمد اشرف آبادی             | شبکه ۱ |
| ۱۳۶۵      | مدرس                                | کارگردان تلویزیونی           | هوشنگ توکلی                 | شبکه ۱ |
| ۱۳۶۵      | کوچ عاشقان                          | کارگردان تلویزیونی           | علاءالدین رحیمی             | یکی دیگر از کارگردانان تلویزیونی این سریال، «مهتاج نجومی» بود. |
| ۱۳۶۴      | تله‌تئاتر «گل یاس»                   | کارگردان تلویزیونی           | محمود استادمحمد             | |
| ۱۳۶۴      | تله‌تئاتر «عروسک‌ها»                  | کارگردان تلویزیونی           | جمشید اسماعیل‌خانی           | |
| ۱۳۶۴      | آئینه                               | کارگردان تلویزیونی           | غلامحسین لطفی               | شبکه ۱ |
| ۱۳۶۳      | افسانه سلطان و شبان                 | کارگردان تلویزیونی           | داریوش فرهنگ                | |
| ۱۳۶۳      | پیدایش صهیونیسم                     | کارگردان تلویزیونی           | ناصر یوسفی‌نژاد              | سایر کارگردانان تلویزیونی این مجموعه ۱۲ قسمتی که از شبکه ۱ پخش شد، عبارت بودند از: «سیمین دولو» و «هرمز امامی» |
| ۱۳۶۲      | ماه پنهان است                       | کارگردان تلویزیونی           | خسرو شایسته                 | |
| ۱۳۶۱      | همشهری                              | کارگردان تلویزیونی           | جهانگیر الماسی سیاوش طهمورث | یکی دیگر از کارگردانان تلویزیونی این سریال، «حسین فردرو» بود. |
| ۱۳۶۱      | تله‌تئاتر «ستارخان»                  | کارگردان تلویزیونی           | جهانگیر الماسی              | |
| ۱۳۶۰      | تله‌تئاتر «آخرین پایگاه بیلی»        | کارگردان تلویزیونی           | سعید نیک‌پور                 | |
| ۱۳۶۰      | مثل‌آباد                             | کارگردان تلویزیونی           | رضا ژیان                    | |
| ۱۳۵۹      | تله‌تئاتر «آفتاب‌پرست»                | کارگردان تلویزیونی           | مهدی فخیم‌زاده               | |
| ۱۳۵۹      | بمب                                 | کارگردان تلویزیونی           | جواد انصافی                 | شبکه ۱ |
| ۱۳۵۹      | لوبیای سحرآمیز                      | کارگردان تلویزیونی           | اردشیر کشاورزی              | گروه کودک و نوجوان شبکه ۱ / آهنگساز: «جلال ذوالفنون» این مجموعه به لحاظ پوشش بازیگران و تماشاچیان، پخش نگردید. |
| ۱۳۵۷      | موسیقی اصیل ایرانی                  | کارگردان                     | مسعود فروتن                 | اولین حضور و اجرای «شهرام ناظری» و «هنگامه اخوان» در تلویزیون، در این برنامه بود که در نوروز ۱۳۵۷ پخش شد و در آن با همراهی «گروه شیدا» به سرپرستی «محمدرضا لطفی» ، به اجرای برنامه پرداختند. |
| ۱۳۵۴      | تله‌تئاتر «استعمال دخانیات ممنوع»    | کارگردان تلویزیونی           | خسرو شجاع‌زاده               | نویسنده: «علی نصیریان» |

### کتاب و رمان
1. «در کوچه پس کوچه‌های کودکی» (۱۳۸۳)
2. «از سر دلتنگی» (۱۳۸۲)
3. «ناتمام» (۱۳۸۹)
4. «یک مرد، یک شب» (۱۳۹۴)
5. «صندوقچه» (۱۳۹۹)
6. «عزیزجون» (۱۴۰۲)